# GCIRS 13E
GCIRS 13E är ett objekt med infraröd- och radiostrålning nära Vintergatans centrum. Den tros vara en hop av heta massiva stjärnor, som möjligen innehåller ett svart hål med mellanmassa (IMBH) i dess mitt.
GCIRS 13E identifierades först som GCIRS 13, som senare löstes upp i två komponenter GCIRS13E och W. GCIRS 13E modellerades ursprungligen som ett enda objekt, möjligen en dubbelstjärna. Den klassificerades till och med som en Wolf-Rayet-stjärna på grund av dess starka emissionslinjespektrum och fick namnet WR 101f. Den upplöstes sedan i sju Wolf-Rayet- och klass O-stjärnor. Den infraröda avbildningen och spektroskopi med högsta upplösning kan nu identifiera 19 objekt i GCIRS 13E, varav 15 är täta gasområden. De återstående fyra objekten är stjärnor: WN8 och WC9 Wolf-Rayet-stjärnor, en OB-superjätte och en jättestjärna av spektralklass K3.
Rörelserna hos medlemmarna i GCIRS 13E verkar tyda på en mycket större massa än vad som kan förklaras av de synliga objekten. Det har föreslagits att det kan finnas ett mellanstort svart hål med en massa på cirka 1 300 solmassor i centrum. Det finns dock ett antal problem med denna teori och stjärnhopens verkliga natur är fortfarande okänd.
GCIRS 13E är en liten klunga som domineras av några få massiva stjärnor. Man tror att massiva stjärnor inte kan bildas så nära ett supermassivt svart hål och eftersom sådana massiva stjärnor har en kort livslängd tros det att GCIRS 13E måste ha migrerat inåt mot det centrala svarta hålet under de senaste 10 miljoner åren, troligen från omkring 60 ljusår längre ut än sin nuvarande omloppsbana. Stjärnorna är möjligen resterna av en klotformig stjärnhop där ett medeltungt svart hål kan utvecklas genom skenande stjärnkollisioner. GCIRS 13E kan också vara en mörk stjärnhop som bildas i den inre delen av galaxen om förångningshastigheten för stjärnor från hopen är snabbare på grund av ett starkt tidvattenfält än utarmningen av innehållet i svarta hål genom utstötningar.